# Lepus granatensis solisi
La lepre di Maiorca (Lepus granatensis solisi Palacios & Fernández, 1992) è una delle tre sottospecie della lepre iberica, Lepus granatensis: le altre due sono la sottospecie nominale, Lepus granatensis granatensis, e la lepre galiziana, Lepus granatensis gallaecius.
La lepre di Maiorca, come intuibile dal nome, è un animale endemico delle isole di Maiorca ed Ibiza, nelle Isole Baleari (Spagna): essa parrebbe essersi estinta localmente su Ibiza già durante gli anni ottanta, mentre la popolazione maiorchina, descritta peraltro solo nel 1992, è data anch'essa per estinta da numerose fonti, sebbene manchino dati certi che attestino l'effettiva scomparsa totale di questi animali dall'isola. Pertanto, molti zoologi continuano a classificare le lepri di Maiorca come ancora viventi, sebbene in pericolo critico di estinzione.
Un avvistamento è stato riportato il 9 settembre 2015 da un turista britannico nei pressi dei giardini di Raixa sulla strada verso il comune di Sóller.